# Gazpacho (band)
Gazpacho is een progressieve rockband behorende bij het subgenre artrock uit Oslo, Noorwegen.
Het originele hart van de band wordt gevormd door Jan-Henrik Ohme (zang), Jon-Arne Vilbo (gitaar) en Thomas Andersen (keyboards en producer). Zij begonnen samen muziek te maken in 1996 en sindsdien is de band uitgebreid met Mikael Krømer (viool en co-producer), Lars Erik Asp (drums) and Kristian Torp (basgitaar).
De muziek van Gazpacho is moeilijk te categoriseren, maar werd beschreven als "classical post ambient nocturnal atmospheric neo-progressive folk world rock". De muziek wordt vergeleken met Radiohead, Muse, Marillion en Porcupine Tree.

## Geschiedenis

### De beginjaren (1996-2001)
Jeugdvrienden Jon-Arne Vilbo en Thomas Andersen hebben eerder samengespeeld in een band genaamd Delerium voor deze, om met hun eigen woorden te spreken "whittled away".
Na een aantal jaar elkaar uit het oog te zijn verloren ontmoeten de twee vrienden elkaar weer en besluiten wederom samen muziek te gaan maken. Andersen heeft ondertussen ook Jan-Henrik Ohme ontmoet door zijn werk als producent van radiocommercials en haalt hem over mee te doen in de jamsessies, welke aan de basis staan van Gazpacho zoals het vandaag de dag bestaat.
De naam van de band komt voort uit een poging hun muziek te omschrijven:
Andersen: "We zijn echt een zeer onwaarschijnlijke mix van mensen, niet de gemiddelde soorten die je zou verwachten te zien in dezelfde band ... dus dachten we Gazpacho, dat is echt de bastaard van soepen (gestampte groentemix koud geserveerd), was de perfecte naam voor onze groep (...) Met Gazpacho krijg je een verrassing, iets onverwachts, iets buiten het normale, een 'positieve' tegenstrijdigheid. Wij vinden dat dit onze band heel goed beschrijft."
Roy Funner speelt basgitaar op de uiteindelijke opnames van de band, maar maakt geen deel uit tijdens het componeren en schrijven van materiaal. Voor de drumtracks werd een computer gebruikt.
De band werkt twee jaar aan een conceptalbum genaamd Random Access Memory; een werk waarvan gezamenlijk besloten wordt het weg te gooien omdat ze het gevoel hadden dat ze nog niet het muzikale niveau hadden bereikt voor zo'n ambitieus project.

### Make-a-star en Bravo (2002-2003)
Alle drie de leden van Gazpacho waren ook betrokken bij "The Web Scandinavië", een aftakking van Marillions The Web fanclub. Dit leidt ertoe dat Jan Henrik Ohme wordt uitgenodigd om mee te zingen op een nummer van Marillion Afraid Of Sunlight bij de Swap The Band show van het eerste Marillion Convention Weekend. Bij deze convention deelde de band gratis 4-track promo's uit genaamd Get It While It's Cold aan iedereen die geïnteresseerd was. Deze promo's vonden ook hun weg naar verscheidene internetmagazines, die de band bijna allemaal unaniem toejuichen. Eén recensent noemde de muziek expertly-crafted and truly inventive.
In mei 2002 neemt de band deel aan een wedstrijd op Make-A-Star met het nummer Sea Of Tranquility en wint. Hun tweede ingestuurde nummer, Ghost, bereikt de tweede plaats, wat genoeg is om de mogelijkheid te krijgen een album uit te brengen via MP3.com. Get It While It's Cold (37 °C) beslaat drie eerdere nummers van de promo-ep en drie nieuwe nummers. Met één van die nieuwe nummers, Nemo wint de band de Make-A-Star wedstrijd voor een tweede keer.
De uitgave van de ep zorgt voor een verdere internationale bijval
.
In 2003 werd het eerste volwaardige album uitgebracht, Bravo. Vijf van de zes nummers van het MP3.com album kwamen terug op dit album. Daarnaast werden zes nieuwe composities toegevoegd. Via het (toen nog opkomende) internet werd een duet opgenomen met de Amerikaanse mede Make-A-Start singer/songwriter Esther Valentine. Bravo leidde tot meer internationale bekendheid. De band werd uitgenodigd voor het tweede Marillion weekend. De liveband werd uitgebreid met Geir Digernes (welke de drums voor Bravo al had gespeeld) en tijdens de uitvoering van de titeltrack speelden Mikael Krømer (viool) en Kristian Skedsmo (fluit) mee.

### When Earth Lets Go, Firebird (2004–2005)
Het optreden bij Marillion leidde ertoe dat Gazpacho het voorprogramma van Marillions Marbles tour mocht doen. Dit waren 31 shows, verdeeld over 11 landen. Hierdoor kreeg de band meer naamsbekendheid. Voor deze tour werd Robert Johansen de nieuwe drummer en speelden Mikael Krømer (viool) en Kristian Skedsmo (fluit) wederom mee.
Voorafgaand aan de tour kwam de band met hun tweede volledige album: When Earth Lets Go. Dit gaf de band genoeg materiaal voor een live repertoire. Op dit album werkte de band samen met producer Steve Lyon, welke akkoord was gegaan met het produceren van 1 nummer om te zien of de band interessant kon zijn voor een label. Ondanks Lyons betrokkenheid, de aandacht die de tour met Marillion opleverde en meer interviews lukte het de band niet om een recorddeal te sluiten.
Uiteindelijk boden de leden van Marillion hulp, Gazpacho mocht het tweede album uitbrengen op het label van Marillion: Racket Records. Op deze manier werd het derde album Firebird uitgebracht en werden Bravo en When Earth Lets Go opnieuw uitgebracht. De samenwerking met Marillion leidde tot een samenwerking met gitarist Steve Rothery, welke een solo speelt op het nummer ‘Do you know what you are saying?’. Andere gastoptredens kwamen van fans, die aangemoedigd werden om hun geluidssamples op te sturen.
Roy Funner verliet de band na de tour in 2004 om zich meer op zijn familie te richten. Hij werd vervangen door Kristian Torp. Met deze nieuwe line-up gaf de band nogmaals vier shows samen met Marillion. Na de tour gaf Kristian Skedsmo aan dat hij niet langer wilde toeren, waardoor de line-up uitkwam op zes personen.

### Night (2006-2008)
Na een jaar rust kwam het vierde album ‘Night’ uit in februari 2007. Voor deze aangelegenheid werd de band wederom uitgenodigd om op te treden tijdens het weekend van Marillion, in Nederland. De band speelde ook hun eerste internationale show als hoofdact, bij de Boerderij in Zoetermeer, 1 februari 2007.
Bij Night wordt het idee van een verzameling korte nummers verlaten. Het album is in feite één lang nummer van 50 minuten, verdeeld in vijf stukken. De band beschrijft dit album als de muzikale uitleg van een droom. Het verkent de vraag waar dromen eindigen en de realiteit begint, en het geheugen als gereedschap om te bepalen wat te geloven. De hoofdpersoon gaat door verschillende herinneringen, echt en verbeeld, en ziet de wereld vanuit verschillende invalshoeken van verschillende personen. De hoofdpersoon reist door tijd en ruimte en bezoek plaatsen over de wereld, waaronder het oude New Orleans en oude wouden waar heidense rituelen worden gehouden.
Mikael Krømer, welke viool speelde op alle voorgaande albums en live shows, werd als volwaardig lid aan de band toegevoegd. Ook kwam Kristian “The Duke” Skedsmo terug op het album, hij bespeelde zes verschillende instrumenten. Het album werd goed ontvangen, de (progressieve rock gerelateerde) internationale pers was vrijwel unaniem positief. Het album stond bijna een jaar in de top van de Wereldse Tien van de Nederlandse website Progwereld.

### Tick Tock (2009-2010)
Op 15 maart 2009 brengt Gazpacho haar 5e studioalbum uit, genaamd ‘Tick Tock’. Het werd uitgegeven via HTW Records (een onderdeel van Sony BMG). Het album is gebaseerd op het verhaal van een Franse schrijver en navigator Antoine de Saint-Exypery. Hij deed in 1935 een poging tot een lange afstandsvlucht van Parijs naar Saigon. Echter stortte hij neer in de woestijn, samen met zijn copiloot Prevot. Hij schreef zijn ervaringen later op in een boek, genaamd Wind, Zand en Sterren. Dit boek vormt de basis voor het album.
Op 10 juli 2009 speelde Gazpacho een headlineshow op het Night of the Progfestival in Loreley, Duitsland. Het concert werd gefilmd en kwam in januari 2010 op DVD uit. Intussen besloot drummer Robert R Johansen om de band vanwege persoonlijke redenen te verlaten. Hij werd begin 2010 vervangen door Lars Erik Asp.

### Missa Atropos en Kscope (2011)
In 2011 tekende Gazpacho bij het label Kscope, een onderdeel van Snapper Music. Kscope richt zich voornamelijk op bands in het progressieve rock genre. Het daarop volgende album was een ambitieus conceptalbum, gaande over thema’s als dood, angst en eenzaamheid. Dit album is donkerder dan de voorgaande albums, maar bevat nog steeds elementen die herkenbaar zijn voor Gazpacho, zoals rustige tussenstukken met viool en klassieke muziek, elementen uit de wereldmuziek en samples van gecodeerde informatie die verzonden is tijdens de koude oorlog.

### March of Ghosts (2012-2013)
Het zevende studioalbum werd in maart 2012 via Kscope uitgebracht. Het album vertelt korte verhalen van verschillende personen, ver na hun dood. De video voor ‘Black Lily’ werd op 9 maart 2012 uitgegeven. Ter promotie van het album werd een Europese tour van in totaal 9 shows gegeven, in onder andere Duitsland, Nederland, België en het Verenigd Koninkrijk. Een paar maanden later werden er nog twee shows in Polen gegeven.

### Demon (2014-2015)
Het achtste studioalbum ‘Demon’ werd aangekondigd in december 2013 als ‘het meest complexe en vreemde Gazpacho-album ooit gemaakt’. Dit conceptalbum werd uitgebracht op 17 maart 2014, gevolgd door een Europese tour in april 2014. Het livealbum ‘Night of the Demon’ werd een jaar later uitgebracht en was een opname van de show bij De Boerderij in Zoetermeer, Nederland.

### Molok (2015-2016)
In september 2015 werd onthuld dat Gazpacho het 9e studioalbum ging uitbrengen. Het album is een poging van de band om het universum te vernietigen. Een kort stukje code aan het einde van het album klinkt als een vreemd geluid. Hierdoor genereert software in de Cd-speler een willekeurig nummer. Als dat nummer gelijk is aan de positie van alle elektronen in het universum zou het universum vernietigd kunnen worden. In theorie.
De single ‘Know your Time’ werd uitgegeven in september 2016 en het album zelf kwam op 23 oktober 2015 uit.

### Soyuz (2017-2019)
Op 3 oktober 2017 liet Gazpacho weten dat drummer Lars Eric Asp de band verlaten heeft vanwege een gebrek aan tijd. De band liet in januari 2018 weten dat voormalig drummer Robert Johansen terug is en zal bijdragen aan het aanstaande album. Het album Soyuz werd op 18 mei 2018 uitgebracht en een Europese tour volgde ter promotie van dit album.

### Fireworker (2020-heden)
In april 2020 kondigt Gazpacho aan dat het 11e studioalbum uitkomt. Op 18 september 2020 verschijnt het met de titiel ‘Fireworker’. Plannen voor een tour samen Pure Reason Revolution in oktober 2020 moesten vanwege de COVID-19-pandemie afgezegd worden.

## Groepsleden

### Huidige bezetting
- Jan-Henrik Ohme (aka "O") - Zang, oprichter (1996)
- Jon-Arne Vilbo - Gitaar, oprichter (1996)
- Thomas Andersen - Keyboard, producer, oprichter (1996)
- Mikael Krømer - Viool, gitaar, co-producer (sinds 2001)
- Lars Erik Asp - Drums, (sinds 2010)
- Kristian Torp (aka "Fido") - Basgitaar (sinds 2005)

### Gastleden
- Kristian Skedsmo (aka "The Duke") - Fluit, accordeon, didgeridoo, gitaar, banjo, mandoline (2002-2005, 2007)
- Michael Krumins (aka "Captain Flash") - Gitaren (2010)

### Voormalige bandleden
- Roy Funner - Basgitaar (2000-2004)
- Geir Digernes - Drums (2003)
- Robert R. Johansen - Drums (2004-2009)

### Samenwerkingen
- Peter Kearns - Producer, zang (2003)
- Esther Valentine - Zang (2003)
- Steve Lyon - Producer (2004)
- Steve Rothery - Gitaar (2007)

## Discografie

### Albums
| Album met eventuele hitnotering(en) in de Nederlandse Album Top 100 | Datum van verschijnen | Datum van binnenkomst | Hoogste positie | Aantal weken | Opmerkingen |
| ------------------------------------------------------------------- | --------------------- | --------------------- | --------------- | ------------ | ----------- |
| Get it while it's cold (37°C)                                       | 2002                  | -                     |                 |              | ep          |
| Bravo                                                               | 2003                  | -                     |                 |              |             |
| When earth lets go                                                  | 2004                  | -                     |                 |              |             |
| Firebird                                                            | 2005                  | -                     |                 |              |             |
| Night                                                               | 2007                  | -                     |                 |              |             |
| Tick tock                                                           | 2009                  | -                     |                 |              |             |
| A night at loreley                                                  | 2010                  | -                     |                 |              | Livealbum   |
| Missa atropos                                                       | 26-11-2010            | -                     |                 |              |             |
| London                                                              | 2011                  | -                     |                 |              | Livealbum   |
| March of ghosts                                                     | 09-03-2012            | 17-03-2012            | 62              | 1            |             |
| Demon                                                               | 2014                  | 22-03-2014            | 46              | 1            |             |
| Night of the Demon                                                  | 2015                  | 02-05-2015            | 96              | 1            | Livealbum   |
| Molok                                                               | 2015                  | 31-10-2015            | 52              | 1            |             |
| Soyuz                                                               | 2018                  | -                     |                 |              |             |
| Fireworker                                                          | 18-09-2020            | -                     |                 |              |             |

### Dvd
- A Night At Loreley (DVD/CD) (2009)

### Verschenen op
- Makeastar.com Compilation Vol. 2 (2002) (Sea Of Tranquility)
- Marillion - Wish You Were Here DVD (2005) (Sea Of Tranquility, Ghost en Afraid Of Sunlight)